# Богуміл Модрий
Богуміл Модрий (чеськ. Bohumil Modrý; нар. 24 вересня 1916, Прага, Богемське королівство, Австро-Угорщина — пом. 21 липня 1963, Прага, Чехословаччина) — чехословацький хокеїст, воротар. Срібний медаліст Олімпійських ігор і дворазовий чемпіон світу.

## Біографія
Народився в родині водія трамвая. Займався легкою атлетикою, гандболом, футболом і тенісом. У 1932 році захопився хокеєм, саме в цей час набирала потужності хокейна команда тенісного клубу ЛТЦ. З двадцяти років виступав за основний склад. Багаторазовий переможець чемпіонатів Чехословаччини і різноманітних міжнародних турнірів. Вважається найкращим хокейним воротарем Європи 40-х років двадцятого століття. Створив власний ігровий стиль, в основі якого був раціональний підхід до виконання своїх обов'язків.
За фахом — інженер. Після війни, з дружиною і двома доньками, мешкав у Ланшкроуні. Працював адміністратором на місцевому цегляному заводі. Одночасно створював проект гавані каналу Дунай — Ельба, а також залізниці, що зв'язала б Ланшкроун з двома сусідніми містами.
У складі національної команди дебютував 1 січня 1937 року. Товариська гра у Празі проти збірної Канади завершилася поразкою з рахунком 2:6.
Учасник Олімпіади в Санкт-Моріці і п'яти чемпіонатів світу. На Олімпійських іграх 1948 року чехословацька команда поступилася канадцям, у боротьбі за перше місце, лише за різницею забитих та пропущених шайб. На світових першостях 1947 і 1949 років чехословаки були найсильнішими. На Олімпійських іграх і чемпіонатах світу провів 41 матч. Всього в складі збірної Чехословаччини — 71 матч.
11 березня 1950 року, чехословацьке радіо повідомило, що національна команда відмовилася від участі на чемпіонаті світу, у зв'язку з дискримінацією владою Великої Британії декого з членів делегації. Ввечері, того ж дня, співробітники держбезпеки спровокували бійку у барі і затримали дванадцять хокеїстів.
Сім місяців тривало слідство. Вирок суду — 15 років позбавлення волі за державну зраду (підготовка до втечі за кордон, під час проведення чемпіонату світу у Великій Британії). Августін Бубник отримав 14 років, Станіслав Конопасек — 12, Вацлав Розіняк і Владімір Кобранов — по 10, Йозеф Жирка — шість. Ще шість хокеїстів отримали від восьми місяців до трьох років ув'язнення.
Покарання відбував на урановій копальні в Яхимові, де працювали політв'язні і німецькі військовополоненні. Важко хворів від радіоактивного випромінювання. 1955 року звільнений «за станом здоров'я».
Після звільнення писав статті, в чеській пресі, на хокейну тематику. Накопичений матеріал зібрав у книгу, яка стала навчальною програмою для хокейних голкіперів, дала початок сучасній воротарській школі.
Помер 21 липня 1963 року в Празі. 1968 року — реабілітований і отримав почесне спортивне звання «Заслужений майстер спорту».
Почесний громадянин міста Ланшкроун, на його честь назвали вулицю, спортивний зал і встановили бюст.
Одна з вулиць Праги носить його ім'я.
4 листопада 2008 була заснована Зала слави чеського хокею. Серед перших лауреатів був обраний і Богуміл Модрий. 15 квітня 2011 року обраний до Зали слави Міжнародної федерації хокею з шайбою (разом з Ладіславом Трояком).

## Досягнення
- Олімпійські ігри

 Віце-чемпіон (1): 1948
- Чемпіонат світу

 Чемпіон (2): 1947, 1949
 Віце-чемпіон (1): 1948
 Третій призер (1): 1938
- Чемпіонат Європи

 Чемпіон (3): 1947, 1948, 1949
 Віце-чемпіон (2): 1938, 1939
- Чемпіонат Чехословаччини

 Чемпіон (6): 1937, 1938, 1946, 1947, 1948, 1949
- Чемпіонат Богемії і Моравії

 Чемпіон (4): 1940, 1942, 1943, 1944
 Віце-чемпіон (1): 1941

## Статистика
Статистика виступів на головних хокейних змаганнях:
| Рік    | Збірна         | Турнір | І  | В  | П | Н  | ПГ | ІБГ | ПГГ  |
| ------ | -------------- | ------ | -- | -- | - | -- | -- | --- | ---- |
| 1937   | Чехословаччина | ЧС     | 7  | 4  | 1 | 2  | 9  | 2   | 1.28 |
| 1938   | Чехословаччина | ЧС     | 7  | 4  | 1 | 2  | 6  | 4   | 0.85 |
| 1939   | Чехословаччина | ЧС     | 9  | 3  | 2 | 4  | 10 | 4   | 1.11 |
| 1947   | Чехословаччина | ЧС     | 6  | 5  | 0 | 1  | 5  | 2   | 0.83 |
| 1948   | Чехословаччина | ОІ     | 6  | 5  | 1 | 0  | 14 | 1   | 2.33 |
| 1949   | Чехословаччина | ЧС     | 6  | 4  | 0 | 2  | 10 | 1   | 1.66 |
| Всього | Всього         | Всього | 41 | 25 | 5 | 11 | 54 | 14  | 1.32 |